# Иле-Алатауский национальный парк
Иле-Алатауский государственный национальный природный парк (каз. Іле Алатауы мемлекеттік ұлттық табиғи паркі) учреждён постановлением Правительства Республики Казахстан 22 февраля 1996 года на базе Каскеленского, Пригородного и Тургенского лесхозов в пределах Карасайского, Талгарского и Енбекшиказахского районов Алма-Атинской области, цель его создания — сохранение уникальных ландшафтов, растительного и животного мира, улучшение условий для туризма и отдыха, разработка и внедрение научных методов сохранения природных комплексов в условиях рекреационного использования.
Площадь национального парка 199 621 га, расположен он к югу от города Алма-Аты на северном макросклоне Заилийского Алатау (Тянь-Шань). Длина его территории от реки Чемолган на западе до реки Тургень на востоке составляет 120 км, а ширина — 30—35 км.

## История
История парка начинается с создания в Заилийском Алатау Алматинского государственного заповедника в 1931 году. Первоначально он занимал площадь 15 тыс. га в долине реки Малая Алматинка, в 1935 году после увеличения площади до 40 тыс. га, а затем до 856,7 тыс. га он стал называться Алма-Атинским, охватывая весь хребет Заилийский Алатау. На этой территории стали проводиться регулярные научные исследования по растительному покрову, типологии лесов, птицам и млекопитающим.
Инициаторами создания национального парка были казахстанские учёные, в том числе академики Академии наук Казахской ССР Иса Байтулин, Борис Быков и Евгений Гвоздев. Первое научное обоснование организации Заилийского национального парка по поручению Совета Министров КазССР от 3 января 1985 года разрабатывалось в соответствии с программой Академии наук «Развитие заповедного дела в Казахстане». Научными руководителями являлись академики Гвоздев и Быков.
В 1987 году отделом проблем биосферы и экологии Казахстанского комитета по программе ЮНЕСКО «Человек и биосфера» при Академии наук Казахской ССР в рамках программы «Развитие заповедного дела в Казахстане» было подготовлено научное обоснование к «Генеральной схеме развития и размещения объектов природно-заповедного фонда Казахской ССР до 2005 года». В этом документе предлагалось создать Заилийский государственный национальный природный парк на площади 280 тыс. га. Согласно данной схеме создание парка планировалось осуществить в 1995 году. В 1990 году было разработано технико-экономическое обоснование организации парка. 22 февраля 1996 года постановлением правительства Иле-Алатауский национальный парк был создан на территории в 202 292 га.
Площадь национального парка неоднократно менялась. Согласно постановлению Правительства Республики Казахстан № 1074 от 10 ноября 2006 года площадь парка уменьшилась и составила 199 703 га. 10 ноября 2012 года в земли запаса Алматинской области от нацпарка было отчуждено 29,4597 га из категории земель особо охраняемых природных территорий в категорию земель запаса. В 2013 годe РГУ «Иле-Алатауский государственный национальный природный парк» выдал в частное долгосрочное пользование земли национального парка под строительство различных объектов туристской и рекреационной деятельности.
В 2014 году стало известно о планах по переводу 1002 га заповедных земель Иле-Алатауского нацпарка в категорию «земли запаса» с целью строительства на них нового горнолыжного курорта Кок-Жайлау. Против строительства курорта выступил ряд экологических активистов. По их мнению, на этапе строительства неизбежен ущерб существующим зелёным насаждениям, преимущественно из ели Шренка, на участках застройки курортного центра и курортных деревень. Площадь покрытых лесом угодий, попадающих в зону застройки, составляет 21,5 гектара, из них естественных насаждений — 2,3 гектара, искусственных — 19,2 гектара. В связи со строительством под вырубку попадает 22 644 дерева. В декабре 2014 года был осуществлён перевод земель особо охраняемых природных территорий республиканского государственного учреждения «Иле-Алатауский государственный национальный природный парк» площадью 1002 га в категорию земель запаса Медеуского района города Алматы «для строительства и функционирования объекта туризма».

## География

### Рельеф
Национальный парк расположен в интервале высот от 600 до 4540 м над уровнем моря. Самая высокая вершина — пик Конституции (4540 м), вторая по величине — пик 25 лет Казахстана (4494 м). Ещё несколько десятков вершин превышают четырёхкилометровую высоту. Территория парка занимает центральную часть Заилийского Алатау с очень сложным рельефом. Из-под горных долин видно, что от главного водораздельного хребта отходит много островершинных гребней второго порядка, разделяющих основные речные бассейны. Последние гребни ветвятся и создают систему отрогов более мелких порядков. Такое морфологическое строение определяет направление главных рек, стекающих с северного склона. Они относятся к бассейну р. Или. Однако большинство из них, выйдя на равнину, вскоре теряются в наносах, причём основная часть стока расходуется человеком на коммунальные, технические и сельскохозяйственные нужды.
В высокогорной нивально-скальной зоне (свыше 3300 м), занятой ледниками, скалами, осыпями, фирновыми полями, почвенный покров практически не развит. Высокогорная луговая и лугово-степная зона (2400—3300 м) отличается максимальным богатством почвенным типов. Здесь преобладают горно-лесные и лесо-луговые тёмноцветные почвы, а также горно-лесные тёмно-серые и чернозёмовидные почвы. На северных склонах развиты горные чернозёмы, на южных — горные лугово-степные и горно-степные термоксероморфные почвы. В степной зоне (750—1200 м) преобладают горные чернозёмы, горно-степные термоксероморфные), а в предгорьях — чернозёмы и тёмно-каштановые почвы.

### Климат

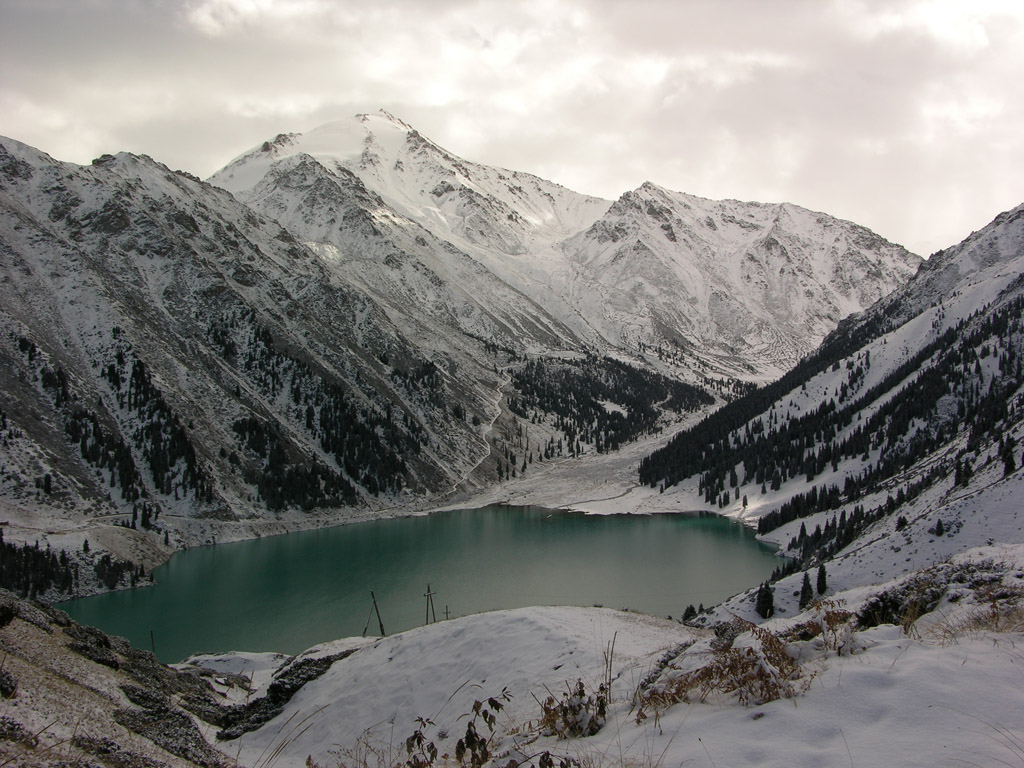
Большое Алматинское озеро в октябре

Климат в национальном парке дифференцирован по высотным климатическим поясам. Лето тёплое, зима мягкая из-за резко выраженной инверсии температуры воздуха. В предгорьях средняя температура января −7,4°С, июля +23°С, продолжительность безморозного периода составляет 181 день, в год выпадает 560 мм осадков. В Малоалматинском ущелье (урочище Медеу) на высоте 1530 м температура января −4,3°С, июля +18,1°С, продолжительность безморозного периода составляет 145 день, в год выпадает 843 мм осадков. На высоте 3035 м (урочище Мынжилки) в условиях вечных снегов и ледников средняя температура января −11,3°С, июля +7°С, продолжительность безморозного периода составляет 53 дня, в год выпадает 734 мм осадков. В высокогорной части Заилийского Алатау на высоте 3750 м климат суровый, здесь выпадает много осадков — 800—1300 мм, в основном в виде снега. Тёплый период очень короткий — средняя температура воздуха на ледниках летом не превышает +2,8°С.
Снежный покров по многолетним наблюдениям в предгорьях (850 м) устанавливается 6 декабря, в среднегорье (1200—2500 м) — на месяц раньше, в высокогорье (3000 м) — 21 октября. Весной снег сходит на разных высотах и в разные горы с 10 марта по 22 мая. Число дней со снежным покровом на разных высотах варьируется от 111 до 236. Высота снежного покрова в предгорьях около 30 см, в среднегорье и высокогорье может достигать 100 см.

### Гидрология

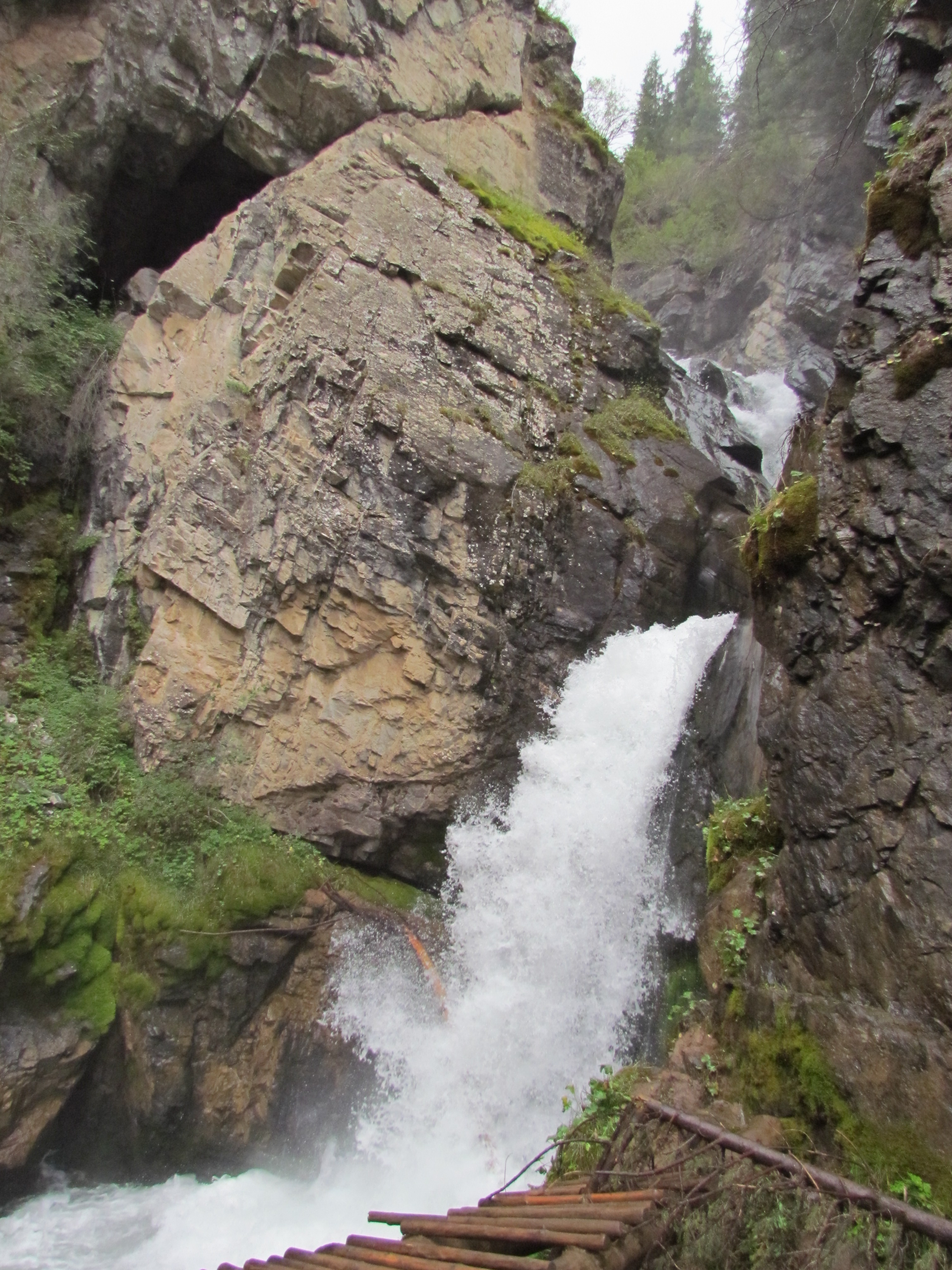
Кайракский водопад

К наиболее высоким поднятиям приурочены вечные снега и ледники. В ущелье Левый Талгар находится ледник Дмитриева — самый большой на северном склоне Заилийского Алатау, его площадь составляет 17 км². Ледник Конституции — самый протяжённый (5,7 км) и один из самых низкорасположенных ледников парка — он спускается до высоты 3270 м. В истоках реки Малой Алматинки находится ледник Туюксу — один из наиболее изученных ледников мира. Он исследуется с 1902 года. Морена ледника селеопасна, на ней сформировались крупные гляциальные сели 1956 и 1973 годах. Всего в Заилийском Алатау 265 больших и малых ледников, значительная часть которых находится на территории парка.
Многие из ледников дают начало рекам, образующим разветвлённую гидрографическую сеть — реки Тургень, Иссык, Талгар, Малая и Большая Алматинки, Карагалинка, Аксай, Каскелен и их многочисленные притоки (Ремизовка, Прямуха, Котырбулак, Бельбулак, Каменка, Рахатка и др.). Основные реки текут стремительными бурными потоками в глубоких ущельях. Они имеют снего-ледниковое питание с весенним и летним паводками. Как реки, так и большинство их притоков селеопасны. Вода в них большую часть года чистая, но летом в период паводка становится мутной, с большим количеством донных наносов.
В истоках всех основных рек имеются моренные озёра, которые начинают наполняться в июне, а к началу зимы вода в них исчезает.
На территории нацпарка имеются озёра ледникового, моренного, моренно-запрудного и обвально-тектонического (самые крупные из озёр нацпарка) происхождения. Размеры озёр колеблются от 100 до 1500 м в поперечнике. На высоте 2511 м расположено Большое Алматинское озеро (БАО) площадью около 1 км², глубиной до 35 м. Котловина БАО имеет обвально-тектоническое происхождение и пополняется стоком реки Озёрная и рядом мелких притоков. Другое озеро, образовавшееся в результате обвала, — Иссык. В результате селя 1963 года озеро Иссык практически перестало существовать, но после строительства плотины в 1980-х годах озеро восстановилось почти на 2/3 от своего прежнего объёма.
В зонах подземных разломов на поверхность выходят термальные источники. Воды источников относятся к двум бальнеогическим типам: радоновые и кремнисто-термальные. К первому относятся Алмаарасанские источники, расположенные в бассейне реки Большая Алматинка, на базе которых создан курорт, ко второму — Горельниковские и Таутургеньские.

## Флора

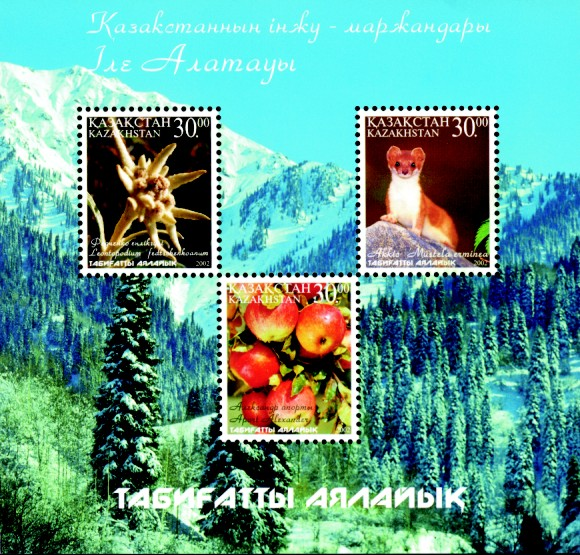
Почтовый блок, посвящённый флоре и фауне нацпарка

Флора природного парка насчитывает более 1000 видов, из которых подавляющая часть приходится на флору лесного среднегорного пояса. В лиственных лесах насчитывается более 500, а в еловых — более 400 видов высших растений. 36 видов занесены в Красную книгу.
В низкогорьях встречаются тюльпан Островского, курчавка Мушкетова, ирис Альберта, яблоня Сиверса, голосемянник алтайский; в среднегорьях — желтушник оранжевый, хохлатка Семёнова, остролодочник алматинский, кортуза Семёнова; в высокогорьях — печёночница Фальконера, сибирка тяньшаньская, ястребинка кумбельская, шмангаузения гвездистая, соссюрея обвёрнутая. В особой охране нуждаются мхи, занесённые в Красную книгу, — пахифиссиденс крупнолистый и ортотрихум приглаженный. В урочище Кок-жайляу можно встретить краснокнижный шафран алатауский (Crocus alatavicus).
Из множества полезных растений большой интерес представляет группа кормовых (более 80 видов): кобрезия волосовидная, осока узкоплотная, овсяница Крылова, мятлик альпийский и мятлик луговой, овсянец тяньшаньский, ежа сборная, коротконожка перистая, виды регрении, клевера, чины, горошка.
Из дубильных растений наиболее ценны разные виды щавеля, горца, ревеня. Из эфирономасличных — дягиль, можжевельники, полыни. В качестве естественных красителей могут использоваться манжетки, подмаренник, макротония и др.
Широко распространены лекарственные растения: пижма, тысячелистник, мать-и-мачеха, шиповники, жостер, валериана, можжевельники, одуванчик, подорожник и др.
Из пищевых особенно ценны: абрикос, яблоня, малина, смородина, земляника, костяника, ежевика, барбарис, облепиха, рябина, боярышники, шиповники.
Многочисленны декоративные растения: первоцветы, водосборы, тюльпаны, ирисы, мелколепестники, колокольчики, горечавки, фиалки, различные виды деревьев и кустарников.

## Фауна
Животный мир парка разнообразен. Фауна позвоночных представлена 270 видами и подвидами. Млекопитающих 48 видов (16 грызунов, 12 хищных, 8 рукокрылых, 6 насекомоядных, 4 парнокопытных, 2 зайцеобразных). Группу краснокнижных составляют 7 видов: тяньшанский бурый медведь, снежный барс, каменная куница, среднеазиатская речная выдра, манул, туркестанская рысь и индийский дикобраз. К числу типично горных относятся: тянь-шаньская бурозубка, сарезская белозубка, красная пищуха, серый сурок, тяньшаньская мышовка, серебристая полёвка, каменная куница, снежный барс, горный козёл. Наряду с типичными для гор в парке встречаются виды, свойственные и другим экосистемам: волк, лиса, медведь, косуля, марал, кабан, заяц-толай и др.
В национальном парке отмечено 198 видов птиц, из них более 130 видов собирается в парке в период гнездования и размножения. В Красную книгу включены 11 видов (чёрный аист, орёл-карлик, беркут, кумай, шахин, серпоклюв, филин, балобан — пролётный; сапсан, и большая чечевица — зимующие).
Земноводных 4 вида, два из которых (данатинская жаба и центральноазитская лягушка) занесены в Красную Книгу Казахстана. Из восьми видов пресмыкающихся обычны ящерицы (алайский гологлаз и разноцветная ящурка), а также змеи — обыкновенный и водяной ужи, разноцветный и узорчатый полозы. Более редки ядовитые змеи — степная гадюка и щитомордник. В горных реках и ручьях встречаются 8 видов рыб: голый и чешуйчатый османы, маринка, гольян, а в реке Тургень — акклиматизированная радужная форель.
Количество видов беспозвоночных до конца не установлено — известны не менее 5 тысяч видов насекомых и паукообразных. Частично выявлен состав некоторых отрядов класса насекомых. Так, из отряда жуков изучены 252 вида жужелиц, 180 — стафилинид, 102 — листоедов; из отряда чешуекрылых, или бабочек — 145 видов дневных бабочек; из отряда перепончатокрылых — 110 видов пчелиных, 97 — роющих ос, 33 — муравьёв и 30 наездников. Из всего этого многообразия только 24 вида включены в Красную книгу Казахстана, среди которых 3 вида моллюсков (брадибена сенестрорза, псеудонапеус Шниткова и туркомилакс Цветкова). Остальные относятся к классу насекомых: булавобрюх заметный, красотка-девушка (отряд стрекозы), боливария короткокрылая (богомоловые), дыбка степная, красотел Семёнова, желтушка Ершова, бедромилиус, патриций.

## Достопримечательности
На территории национального парка находится один памятник природы республиканского значения — реликтовые Чинтургенские моховые ельники площадью 900 га. Под мхом на глубине 20-30 см здесь сохранились участки вечной мерзлоты с толщиной льда 2-3 м.
Из природных объектов интерес туристов представляют Большое Алматинское озеро, озеро Иссык, водопады Медвежий и Кайракский в Тургеньском ущелье, водопада Горельника и Бутаковки, ледники Конституции и Дмитриева в верховьях реки Левый Талгра, ледник Туюксу в верховьях реки Малая Алматинка, Акжарский обвал (результат 10-балльного землетрясения 1887 года) в бассейне реки Аксай.
На территории нацпарка и его охранной зоны имеются разнообразные объекты историко-культурного наследия - курганы, могильники, каменные изваяния, наскальные изображения, городища. У села Ушконыр находятся 200 курганов эпохи бронзы. Северо-западнее города Иссык находится более 10 сакских курганов. Каменные изваяния и ограда VI-VIII веков находятся в долине реки Малый Шымбулак в урочище Ушконыр. Наскальные изображения имеются в 6 км южнее села Тургень и вдоль ручья Кузнецовского возле села Таутургень.
Древние городища расположены на южной окраине города Алматы у выхода из Большого Алматинского ущелья и в пределах города на правом берегу реки Есентай по дороге в Каменское ущелье. На южной окраине города Талгар на границе с национальным парком расположено городище Тальхиз (Талгар), входящее в список Всемирного наследия Юнеско.

## Галерея

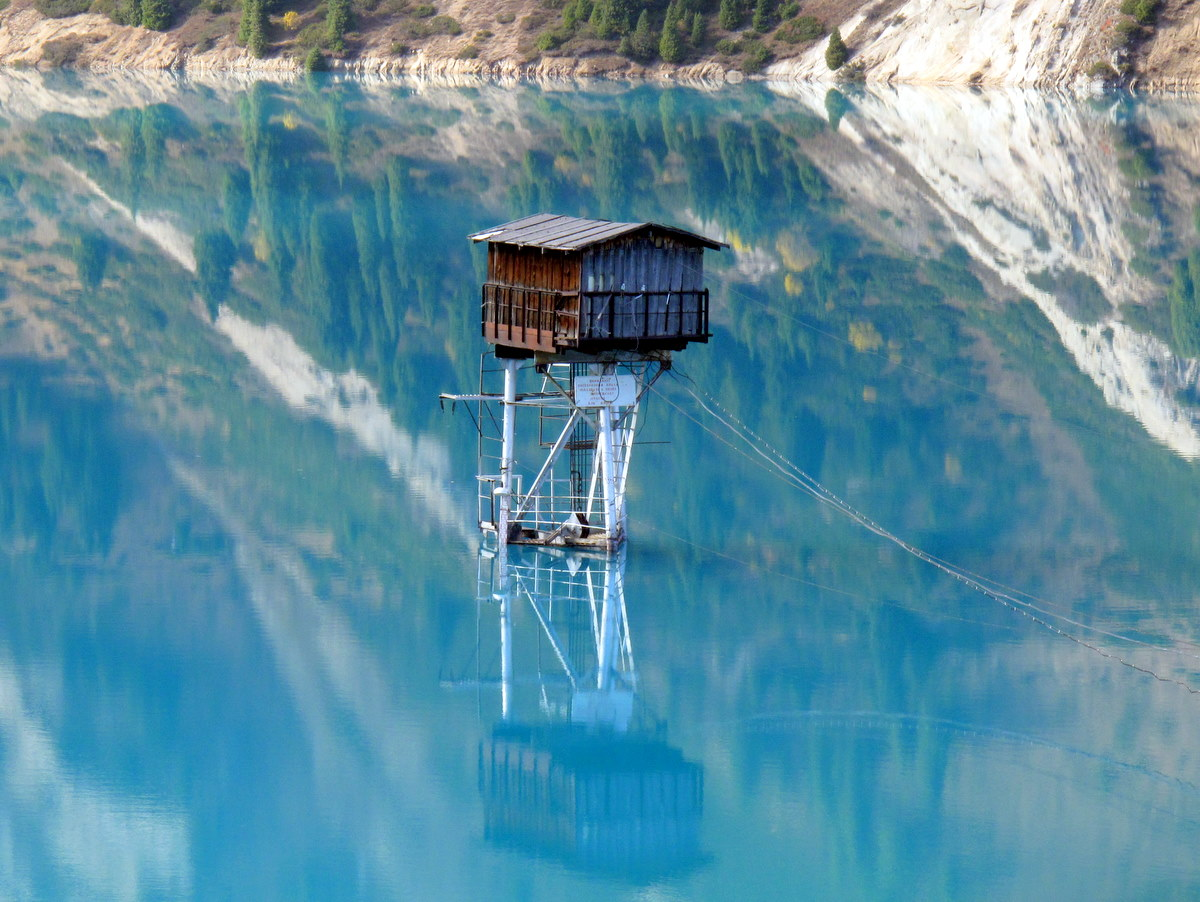
Дозорная башня на Большом Алматинском озере.
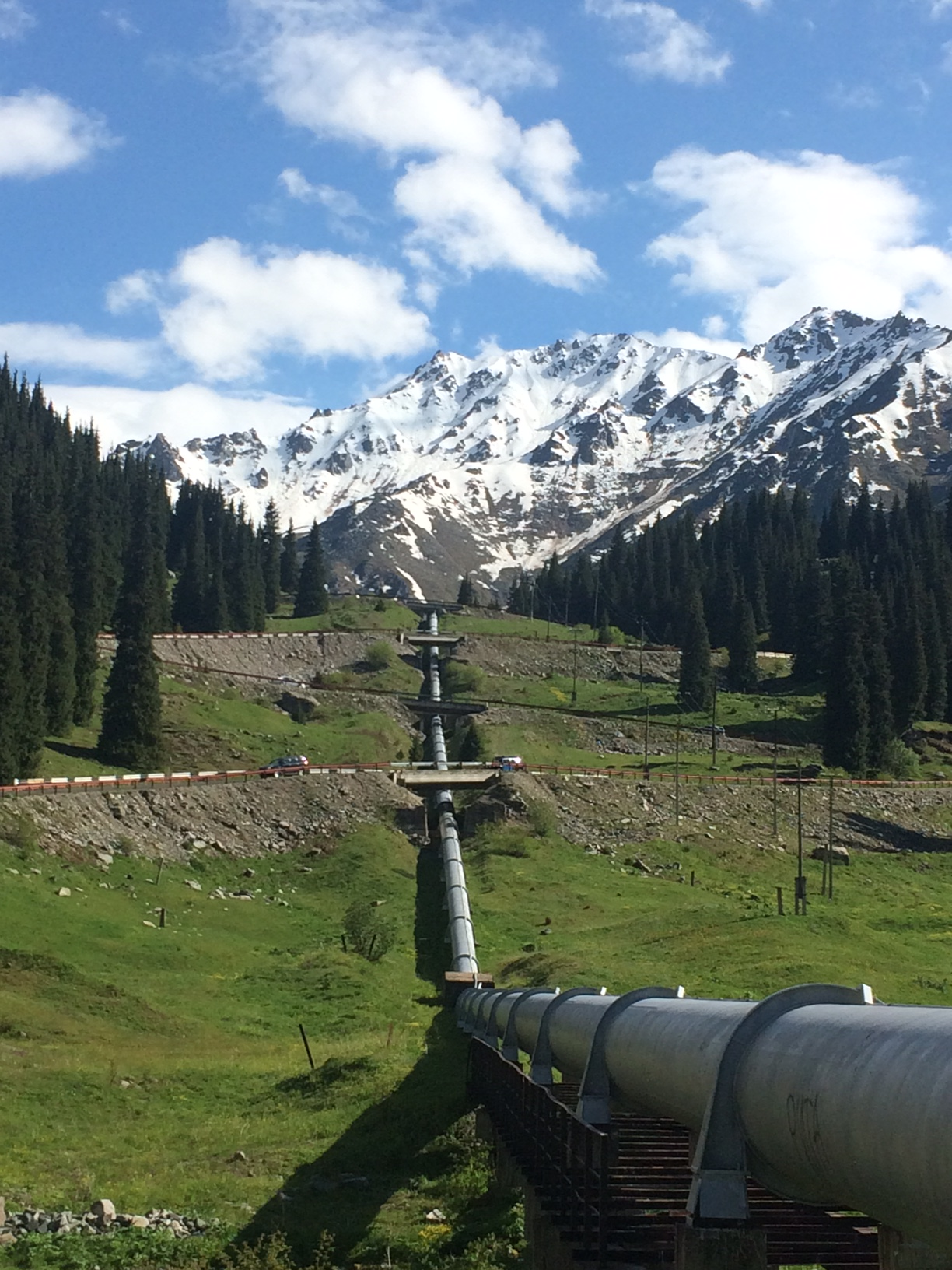
Водопровод из озера.
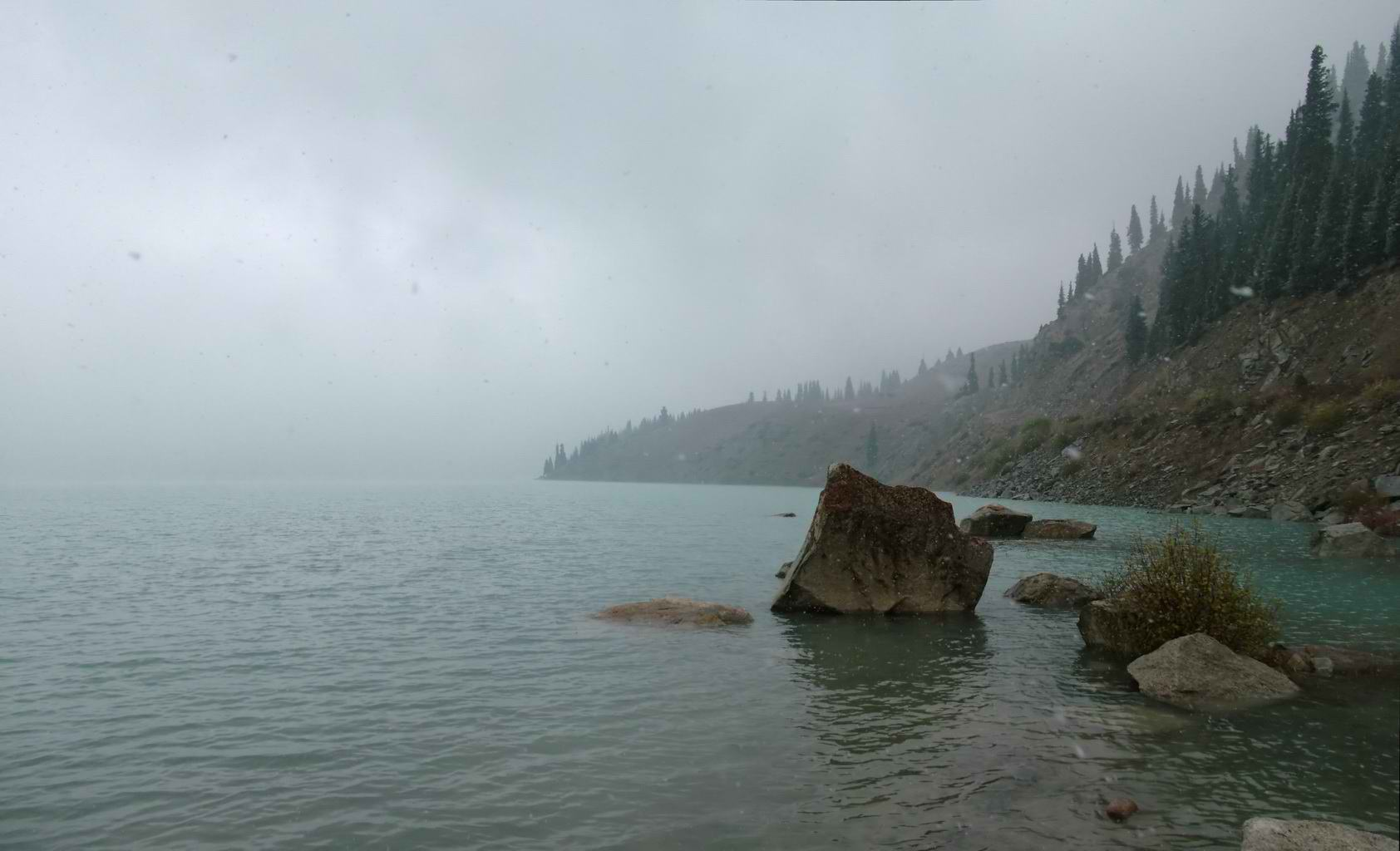
Озеро во время тумана.
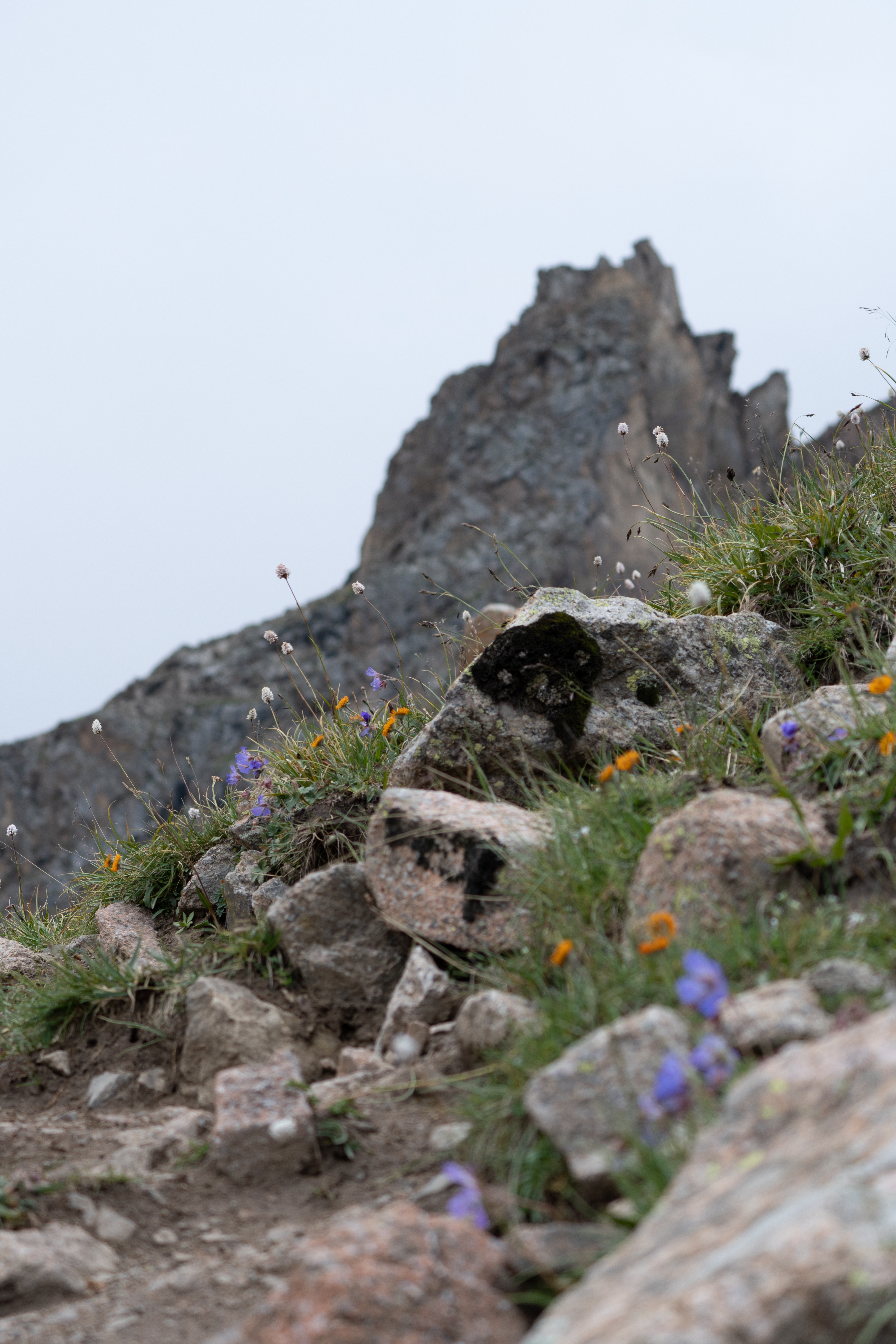
Полевые цветы вдоль тропы к леднику Богдановича.